# Lijst van burgemeesters van Puttershoek
Dit is een lijst van burgemeesters van de voormalige Nederlandse gemeente Puttershoek tot die gemeente op 1 januari 1984 opging in de gemeente Binnenmaas.
| Ambtsperiode | Naam burgemeester | Partij of stroming | Bijzonderheden                                                                                    |
| ------------ | --- | ------------------ | ------------------------------------------------------------------------------------------------- |
| 1821 - 1874  | Arie (A.) van Driel |                    | Eerst schout. Overleden Puttershoek 26 juli 1874.                                                 |
| 1874 - 1907  | G.A. (Gerardus Adrianus) van Driel (1830-1907) |                    | Zoon van voorganger, eerder burgemeester van Mijnsheerenland en Westmaas                          |
| 1907 - 1929  | Nicolaas Adrianus de Joncheere |                    |                                                                                                   |
| 1929 - 1939  | Conrad (C.L.) Kiehl |                    |                                                                                                   |
| 1939 - 1963  | Wiebe (W.) van der Ploeg 1945 Leo (L.J.) den Hollander - fungerend; tevens/later (fungerend) burgemeester van Heinenoord, daarna Hazerswoude en Leerdam |                    |                                                                                                   |
| 1963 - 1971  | Bert (A.) Schreuder | PvdA               | Later burgemeester van Gorinchem en Amersfoort                                                    |
| 1972 - 1976  | Gerda (G.J.) van den Bosch-Brethouwer | PvdA               | Eerste vrouwelijke burgemeester in Zuid-Holland, later burgemeester van Brummen                   |
| 1977 - 1982  | Leen (L.) Vleggeert | PvdA               | Van 1980 tot 1982 tevens waarnemend burgemeester van Heinenoord, later burgemeester van Gorinchem |